# Food-for-Work-Programm
Als Food-for-Work-Programm (Nahrung für Arbeit) wird eine besondere Form der Nahrungsmittelhilfe bezeichnet. Hierbei erhalten die Begünstigten die Hilfsgüter – insbesondere Nahrungsmittel – nicht umsonst, sondern im Austausch für Arbeit. Letztere dient oft einer längerfristigen Verbesserung der Infrastruktur, etwa dem Bau von Straßen oder Bewässerungsanlagen.
Food-for-Work-Programme sollen insbesondere auch der manchmal geäußerten Kritik begegnen, wonach Nahrungsmittelhilfe nur kurzfristige Effekte zeigten und zudem die Eigeninitiative der Begünstigten lähme.

## Geschichte
Bereits vor Jahrhunderten fanden  in „Hungerjahren“ Arbeitsbeschaffungsmaßnahmen statt, in deren Rahmen Hungerbetroffene Arbeit erhielten und entweder mit Nahrungsmitteln entlohnt wurden oder mit Geld, um sie zu kaufen.
Die Reaktion der britischen Regierung auf die Große Hungersnot in Irland 1845–1849 sowie auf spätere Hungersnöte in Britisch-Indien bestand zu einem wesentlichen Teil in der Organisation solcher Programme, wobei die Löhne freilich oft nicht ausreichten, um den Nahrungsbedarf der Beschäftigten tatsächlich zu decken. Auch waren viele aufgrund ihrer Unterernährung bereits zu schwach, um die geforderte, oft schwere Arbeit zu verrichten.
Heute führt das Welternährungsprogramm der Vereinten Nationen in verschiedenen Ländern Food-for-Work-Programme durch.